# Kleinmeister (16. Jahrhundert)

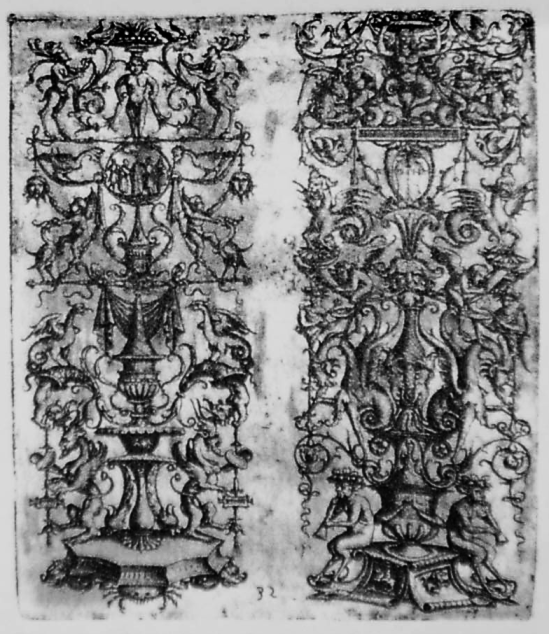
Ornamentstich von Daniel Hopfer, der oft zu den Kleinmeistern gerechnet wird

Die Kleinmeister waren eine in der ersten Hälfte des 16. Jahrhunderts tätige Künstlergruppe, die kleine, zum Teil nur briefmarkengroße Drucke herstellte. Meistens handelte es sich dabei um detailliert ausgeführte Kupferstiche. In ihren Werken verarbeiteten die Kleinmeister neben religiösen, mythologischen, historischen und allegorischen Themen auch Schilderungen aus dem Alltagsleben oder der Politik. Wegen des ausgeprägten Wirklichkeitsbezugs lassen sich bei den Alltagsschilderungen Parallelen zur Genremalerei ziehen. Die Ornamentstiche der Kleinmeister lehnen sich an die italienische Renaissancekunst an.
Eine eindeutige Einteilung und Abgrenzung des Begriffs gestaltet sich als schwierig. Manchmal werden zu den Kleinmeistern nur Hans Sebald Beham, Barthel Beham und Georg Pencz, die zeitweise in Nürnberg lebten, gezählt. Vielfach werden aber weitere Künstler, teils auch aus Frankreich und den Niederlanden, zu ihnen gerechnet. Im Einzelnen sind dies Heinrich Aldegrever, Jakob Binck, Hans Brosamer, Daniel Hopfer, Ludwig Krug, Johann Ladenspelder, Jost Amman und Albrecht Altdorfer. Die Kleinmeister waren auch auf anderen Kunstgebieten, etwa der Tafelmalerei, tätig. 
Die Bezeichnung „kleine Meister“ wurde bereits 1679 von Joachim von Sandrart verwendet.